# Elachyptera minimiflora
Elachyptera minimiflora är en benvedsväxtart som först beskrevs av Henri Perrier de la Bâthie, och fick sitt nu gällande namn av N. Hallé. Elachyptera minimiflora ingår i släktet Elachyptera och familjen Celastraceae. Inga underarter finns listade.